# Cuisine sous vide
La cuisine sous vide est une technique de cuisson des aliments crée par le chef français Georges Pralus en 1974, conçue pour maintenir l'intégrité des ingrédients et leurs qualités organoleptiques. La cuisine sous-vide se compose de deux phases : d'une part, le conditionnement des produits dans des sacs hermétiques, sans air, au moyen d'une machine sous vide à aspiration extérieure ou à cloche et d'autre part, en la cuisson des aliments, pendant une période prolongée à des températures relativement basses. La cuisson sous-vide inclut également le réchauffage des aliments.

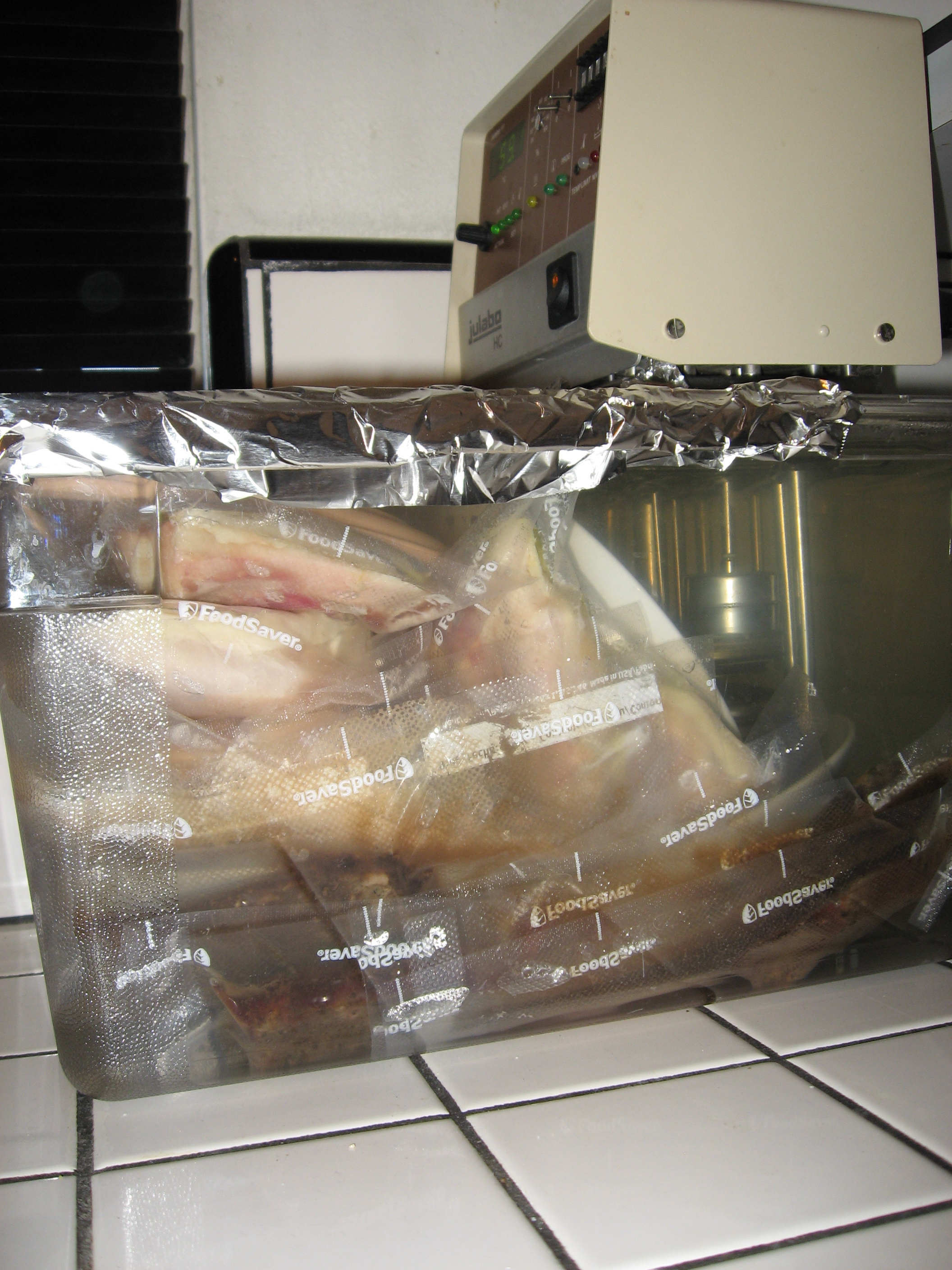
Une préparation sous-vide

## Principe technique
Selon l'encyclopédie Larousse, le sous-vide est un « état correspondant à l'absence totale de toute particule réelle : état d'un gaz raréfié. Ambiance correspondant à un état dont la pression est inférieure à celle de l'atmosphère ». Mais il existe une définition plus claire qui est la suivante : méthode de conservation consistant à conditionner le produit dans un emballage étanche dont on retire, partiellement l'air. Le manque d'oxygène empêche la prolifération des microbes.
Il existe ainsi 4 types de vide, permis par 4 types de pompes :
1. le vide grossier, obtenu à partir de pompe mécanique, utilisé en restauration.
2. le vide moyen obtenu à partir de dépresseurs.
3. le vide poussé, permis par des pompes turbomoléculaires ou à diffusion.
4. l'ultravide, obtenu au moyen de pompes ioniques ou cryostatiques.

On parle néanmoins de sous-vide, en restauration, uniquement dans le cas du vide grossier. La technique consiste alors à raréfier un gaz ou un mélange gazeux par l'application d'une pression inférieure à la pression atmosphérique normale (nommée également dépression). La nourriture est cuite pendant longtemps, parfois bien plus de 24 heures. Mais à la différence d'un cuiseur lent, la cuisson sous-vide utilise des sachets hermétiques placés en eau chaude bien au-dessous du point d'ébullition (habituellement autour 60 °C = 140 °F).
La méthode a été développée par Georges Pralus au milieu des années 1970 pour le restaurant Troisgros (de Pierre et de Michel Troisgros) à Roanne en France. Il a été découvert que la nourriture cuite de cette façon garde son aspect original, ne perd pas ses propriétés alimentaires et maintient sa texture normale. La méthode est employée par un certain nombre de grands restaurateurs comme Paul Bocuse, Joël Robuchon et bien d'autres grands chefs.
Les cuisiniers non professionnels commencent également à employer la cuisine sous vide.
Clostridium botulinum, une bactérie pathogène causant une intoxication alimentaire mortelle, peut se développer dans la nourriture en l'absence d'oxygène : la cuisine sous vide doit donc être effectuée dans des conditions soigneusement contrôlées pour éviter l'empoisonnement par le botulisme.
Pour obtenir sûreté et bon goût, des machines à bain d'eau sont utilisées : elles font circuler l'eau chauffée avec précision, une variation de quelques degrés pouvant affecter le produit fini.

## Historique du sous-vide

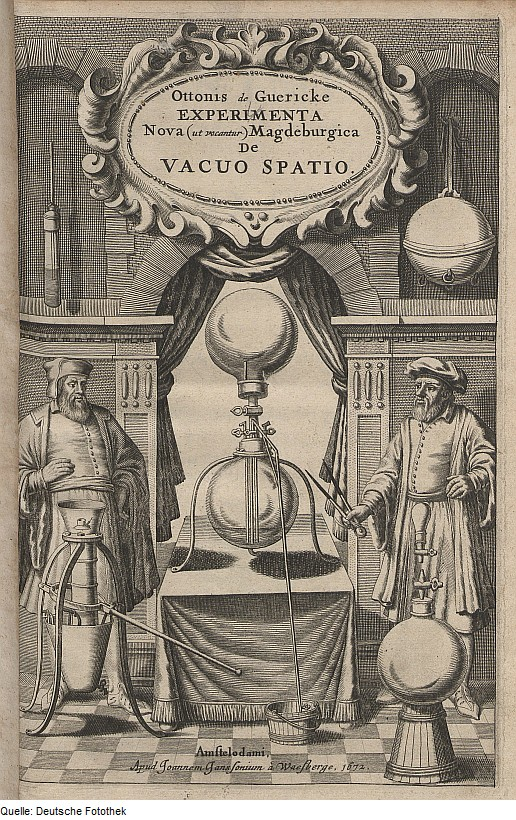
Expérience de Otto de Guérique, 1672.

Le philosophe Blaise Pascal travailla le premier sur le sous-vide, et notamment sur la pression atmosphérique. Il a ainsi écrit un traité du vide. Avec son beau-frère Périer, Pascal effectue la première expérimentation. Au moyen de deux tubes de Torricelli, le premier installé dans la plaine, le second placé au sommet du Puy de Dôme, Périer constate que la colonne de vif argent (de mercure) contenu dans les deux tubes est différente. En somme, plus le tube est placé en altitude et plus la différence de hauteur de la colonne est évidente. Pascal refait ensuite l'expérience, à Paris, à la tour Saint Jacques de la Boucherie. Il mesure une différence de hauteur de la colonne de mercure également, de 0,5 cm, entre le haut et le bas de la tour, d'une hauteur de 50 mètres.
Otto de Guérique met lui aussi en évidence le phénomène de la pression atmosphérique, au moyen de l'« expérience dite des hémisphères de Magdebourg ». Une sphère métallique est composée de deux hémisphères de même diamètre, puis ils sont accolés au moyen de graisse, de cire et de térébenthine. Un vide est ensuite fait dans la sphère. La pression atmosphérique rapproche les deux parties et son action est telle que la puissance de traction de 8 chevaux ne permet pas de séparer de nouveau les hémisphères. Par contre, lorsqu'une petite ouverture laisse entrer de l'air dans la sphère, les deux parties se séparent aisément.

## Évolution des équipements
La méthode de cuisson sous vide à basse température est utilisée par les chefs du monde entier. Des amateurs éclairés de cuisine commencent à s'initier à cette technique. L'équipement le plus simple et le moins onéreux  consiste à maintenir le plus stable possible la température de l'eau d'une grande casserole chauffée à l'aide d'une plaque de cuisson et d'un thermomètre. D'autres amateurs achètent sur eBay des thermoplongeurs de laboratoire d'occasion devant impérativement faire l'objet d'une stérilisation et désinfection avant utilisation. Début 2008, des fabricants comme Auber Instruments et Fresh Meals Solutions proposèrent des solutions peu coûteuses permettant un contrôle précis de la température de l'eau d'un auto-cuiseur de riz couplé à un contrôleur de température PID et une sonde thermocouple. Fin 2009, Sous Vide Supreme propose un bain-marie thermostaté (sans pompe de brassage de l'eau) et Addélice swid le premier thermoplongeur au monde destiné à la cuisine sous vide, tous deux accessibles aux particuliers.

## Cuisson sous vide
En général, la cuisson sous vide s'effectue à basse température, soit entre 65° et 100 °C. Les denrées doivent en effet, au préalable de leur mise sous vide, être pasteurisées, ce qui permet de prolonger la durée de vie du produit. Néanmoins, selon la nature de l'aliment, les températures de cuisson diffèrent :
- 100 °C pour les légumes et fruits,
- 90 °C pour les poissons, fruits de mer ou encore les terrines,
- 80 °C pour les viandes blanches, volailles et certains poissons sensibles,
- 70 °C enfin pour les viandes rouges, qu'elles soient rôties ou sautées.

Les conditionnements utilisés sont obligatoirement, par mesure d'hygiène, des sacs lisses utilisables uniquement avec des machines sous vide à cloche. La source de chaleur doit être humide, afin que la chaleur pénètre de manière progressive et d'une manière homogène à l'intérieur de l'aliment. Les temps de cuisson sont donc réguliers et longs. Les avantages de la cuisson sous vide, ou du réchauffage sous vide, sont multiples :
- le produit ne perd que peu de poids ;[réf. nécessaire]

- la cuisson sous vide conserve les qualités nutritionnelles et organoleptiques du produit ;

- la cuisson est homogène ;

- il est possible de réchauffer sans destruction du produit.